# Pierre Blais (colon)
 (novembre 2011).
Pour les articles homonymes, voir Pierre Blais et Blais.
Pierre Blais (vers 1640 dans le village de Hanc ou de Melleran en France - 16 février 1700 à Saint-Jean-de-l'Île-d'Orléans au Québec) est le premier arrivant de la famille Blais en Amérique du Nord et l'ancêtre de tous les Blais d'Amérique.

## Biographie
Il est né dans l’évêché d’Angoulême. Il est le fils de Mathurin Blais et de Françoise Pénigault. Parti du port de La Rochelle sur le bateau le Noir de Hollande, il arriva à Québec, en Nouvelle-France, le 25 mai 1664. Il a vécu sur une terre dont il avait eu la concession le 22 juin 1667, à Saint-Jean-de-l'Île-d'Orléans.
Le 12 octobre 1669, à Sainte-Famille-de-l’Île-d’Orléans, il a épousé une fille du Roi, Anne Perrot. Elle était originaire de Saint-Sulpice, archevêché de Paris, Île-de-France, et est la fille de Jean Perrot et Jeanne Valta. Pierre et Anne ont eu 10 enfants dont 8 garçons et 2 filles. Anne décéda à la suite de la naissance de son dixième enfant, le 29 juin 1688, à l’âge d’environ 42 ans. Elle fut inhumée le 30 à Saint-Jean-de-l’Île-d’Orléans. Pierre se remaria à Saint-Jean-de-l’Île-d’Orléans, le 5 juin 1689 avec Élizabeth Royer, fille de Jean Royer et Marie Targer. Ils ont eu 5 enfants soit, 2 garçons et 3 filles. Il fut inhumé le 18 février à Saint-Jean-de-l’Île-d’Orléans.
Sa veuve, Élizabeth Royer, se remaria à Robert Pépin, à Saint-Jean-de-l’Île-d’Orléans, le 16 novembre 1700. Ils se sont installés à Montréal et ont eu huit enfants. Elle fut inhumée le 22 juin 1715 en la paroisse Notre-Dame de Montréal.
Pierre Blais a eu de nombreux descendants. En effet, le Dictionnaire généalogique «Les Blais d'Amérique» réalisé en 2008 estime la population des Blais en Amérique du Nord à 24,000 personnes. Le patronyme Blais occupe le 49e rang des noms de famille au Québec.

## Sources
- Registres des mariages, baptêmes et sépultures de Saint-Jean-de-l'Île-d'Orléans et de Sainte-Famille-de-l’Île-d’Orléans (BMS)
- Dictionnaire généalogique Les Blais d'Amérique, Les Éditions de la Francophonie, Lévis (Québec), 2008
- Dépliant publicitaire de l'Association des Blais d'Amérique
- Le fonds d’archives de la famille Pierre Blais est conservé au centre d’archives de Québec de la Bibliothèque et Archives nationales du Québec[5].